# Phan Nguyễn Như Khuê
Phan Nguyễn Như Khuê (sinh ngày 26 tháng 9 năm 1964) là một chính trị gia người Việt Nam. Ông nguyên là Ủy viên Ban Thường vụ Thành ủy, Trưởng ban Tuyên giáo Thành ủy Thành phố Hồ Chí Minh. 
Ông từng là Đại biểu Quốc hội Việt Nam khóa XIV nhiệm kì 2016-2021, Phó Trưởng đoàn chuyên trách đại biểu quốc hội Thành phố Hồ Chí Minh, đã trúng cử đại biểu quốc hội năm 2016 ở đơn vị bầu cử số 7, Thành phố Hồ Chí Minh (Quận 2, Quận 9, Thủ Đức) với tỉ lệ 66% số phiếu. Ông từng là Thành ủy viên, Bí thư Đảng ủy, Giám đốc Sở Văn hóa và Thể thao thành phố Hồ chí Minh.

## Xuất thân
Phan Nguyễn Như Khuê sinh ngày 26 tháng 9 năm 1964 quê quán ở xã Hòa An, thành phố Cao Lãnh, tỉnh Đồng Tháp.

## Giáo dục
- Giáo dục phổ thông: 12/12
- Cử nhân Đại học Luật
- Thạc sĩ Xây dựng Đảng

## Sự nghiệp
Từ tháng 11 năm 1983 đến tháng 3 năm 1997, Phan Nguyễn Như Khuê công tác tại Huyện ủy Thủ Đức, giữ các chức vụ: Nhân viên lưu trữ Ban Tuyên giáo Huyện ủy, Cán bộ Ban Tuyên giáo Huyện ủy, Phó Trưởng phòng Văn hóa Thông tin, Ủy viên Ban Chấp hành Đảng bộ huyện, Trưởng phòng Văn hóa Thông tin kiêm Giám đốc Nhà Văn hóa huyện Thủ Đức, Thành phố Hồ Chí Minh.
Ông gia nhập Đảng Cộng sản Việt Nam vào ngày 27 tháng 11 năm 1987.
Từ tháng 4 năm 1997 đến tháng 8 năm 2013, ông công tác tại Quận ủy Quận 9, giữ các chức vụ: Ủy viên Ban Chấp hành Đảng bộ Quận 9, Phó Chủ tịch Ủy ban nhân dân Quận 9, Ủy viên Ban Thường vụ, Trưởng ban Tuyên giáo Quận ủy Quận 9, Phó Bí thư Thường trực Quận ủy, Chủ tịch Hội đồng nhân dân Quận 9, Thành phố Hồ Chí Minh (nhiệm kỳ 1999 - 2004), Ủy viên Ban Chấp hành Đảng bộ Thành phố, Bí thư Quận ủy Quận 9, Chủ tịch Hội đồng nhân dân Quận 9 Thành phố Hồ Chí Minh (nhiệm kỳ 2004 - 2009).
Ngày 17 tháng 9 năm 2013, Phan Nguyễn Như Khuê, Thành ủy viên, Bí thư Quận ủy Quận 9, Thành phố Hồ Chí Minh được Ban thường vụ Thành ủy Thành phố Hồ Chí Minh điều động, bổ nhiệm làm Chánh Văn phòng Thành ủy Thành phố Hồ Chí Minh thay ông Trần Thế Lưu vì ông Lưu trước đó đã được bổ nhiệm giữ chức vụ trưởng Ban nội chính Thành ủy Thành phố Hồ Chí Minh.
Từ tháng 11 năm 2014 đến tháng 8 năm 2016, Phan Nguyễn Như Khuê là Giám đốc Sở Văn hoá Thể thao Thành phố Hồ Chí Minh.
Ngày 27 tháng 5 năm 2016, theo kết quả bầu cử Hội đồng nhân dân TPHCM do Ủy ban bầu cử Thành phố Hồ Chí Minh công bố, Phan Nguyễn Như Khuê trúng cử Đại biểu HĐND TPHCM khóa 9 với tỉ lệ 66,53% ở đơn vị bầu cử số 10 (quận 9, Thành phố Hồ Chí Minh).
Từ ngày 19 tháng 8 năm 2016, ông được Chủ tịch Ủy ban nhân dân Thành phố Hồ Chí Minh điều động nhận công tác khác, thôi chức Giám đốc Sở Văn hóa Thể thao Thành phố Hồ Chí Minh. Tuy nhiên, theo báo Sài Gòn Giải phóng đăng vào ngày 1 tháng 9 năm 2016 thì vào sáng ngày 31 tháng 8 năm 2016, Chủ tịch Ủy ban nhân dân Thành phố Hồ Chí Minh Nguyễn Thành Phong mới trao quyết định điều động ông đến nhận công tác tại Văn phòng Đoàn Đại biểu Quốc hội TPHCM. Tháng 5 năm 2017, Phan Nguyễn Như Khuê bị Chủ tịch Nguyễn Thành Phong phê bình vì kí quyết định bổ nhiệm trái luật chức vụ Hiệu trưởng Trường Cao đẳng Văn hoá Nghệ thuật Thành phố Hồ Chí Minh cho bà Trương Nguyễn Ánh Nga (Phó hiệu trưởng trường này) vào ngày 31/8/2016 (Quyết định số 102 ngày 31/8/2016).
Từ tháng 8 năm 2016, ông là Phó Trưởng Đoàn ĐBQH thành phố Hồ chí Minh, Ủy viên Ủy ban về các vấn đề xã hội.
Sáng 24-6-2019, Bí thư Thành ủy TP.HCM Nguyễn Thiện Nhân đã trao quyết định phân công thành ủy viên, bổ nhiệm ông giữ chức Trưởng Ban Tuyên giáo Thành ủy TP.HCM.
Ngày 02 tháng 10 năm 2019, Ông được bầu làm Ủy viên Ban thường vụ Thành ủy TP HCM.

### Đại biểu Quốc hội Việt Nam Thành phố Hồ Chí Minh (2016-2021)
Ngày 22 tháng 5 năm 2016, ông trúng cử đại biểu Quốc hội Việt Nam khóa 14 nhiệm kì 2016-2021 thuộc đoàn đại biểu Thành phố Hồ Chí Minh ở đơn vị bầu cử số 7, Thành phố Hồ Chí Minh (Quận 2, Quận 9, quận Thủ Đức) với tỉ lệ 66% số phiếu.
Sau đó (trước 1/9/2016), ông được Ủy ban thường vụ Quốc hội Việt Nam khóa XIV phê chuẩn giữ chức vụ Phó Trưởng Đoàn chuyên trách Đoàn Đại biểu Quốc hội TPHCM.